# Костадин Русков
Костадин Николов Русков е български офицер, контраадмирал (генерал-майор).

## Биография
Роден е на 26 май 1933 г. в Белица. През 1955 г. завършва Висшето военноморско училище във Варна. Службата му започва като щурман на М 41. Остава на този пост до 1958 г., когато е назначен за командир на БЧ-3 на подводница С-42. През 1962 г. завършва курс за командири във Военноморската академия в Санкт Петербург. От 1968 до 1971 г. учи във Военноморската академия в Санкт Петербург. След това започва работа в Оперативния отдел на Военноморските сили до 1986 г. През 1971 г. е вербуван за осведомител от III управление (военно контраразузнаване) на Държавна сигурност с псевдоним „Гриша“. Снет от оперативен отчет през 1973 г. От 1986 до 1990 г. е заместник началник-щаб на тила на Военноморските сили. Между 1988 и 1993 г. е заместник-командващ по тила на Военноморските сили. Излиза в запас на 1 март 1994 г.